# Pineros de la Isla de la Juventud
Uniformes

Localisation de l'Île de la Jeunesse

Pineros de la Isla de la Juventud est un club cubain de baseball évoluant en championnat de Cuba de baseball. Fondé en 1977, le club basé à Nueva Gerona sur l'Île de la Jeunesse, dispute ses matchs à domicile à l'Estadio Cristóbal Labra, enceinte de 5000 places assises.

## Histoire
Le club est créé en 1977 sous le nom de Isla de Pinos. Dès la saison suivante, le nom d'Isla de la Juventud est adopté.
Le palmarès des Pineros est encore vierge. Depuis l'introduction des quarts de finale en 1998, les Pineros ont pris part sept fois aux séries éliminatoires. Lors de la saison 2008-2009, leur parcours s'arrête au stade des quarts de finale des séries éliminatoires face aux Habana Vaqueros. La meilleure performance reste celle de la saison 1998-1999, avec une participation aux demi-finales.
Parmi les anciens joueurs ayant porté les couleurs des Pineros, on citera Michel Enríquez et Liván Hernández.

## Saison par saison
| Saison    | Saison régulière | Saison régulière | Saison régulière | Saison régulière | Séries éliminatoires                                              |
| Saison    | Class.           | Vic.             | Déf.             | %Vic.            | Séries éliminatoires                                              |
| 1977-1978 | 18e              | 10               | 41               | 0,196            | -                                                                 |
| 1978-1979 | 18e              | 10               | 40               | 0,200            | -                                                                 |
| 1979-1980 | 18e              | 12               | 39               | 0,235            | -                                                                 |
| 1980-1981 | 15e              | 20               | 31               | 0,392            | -                                                                 |
| 1981-1982 | 16e              | 21               | 30               | 0,412            | -                                                                 |
| 1982-1983 | 15e              | 19               | 32               | 0,373            | -                                                                 |
| 1983-1984 | 7e B             | 28               | 46               | 0,378            | -                                                                 |
| 1984-1985 | 8e B             | 23               | 52               | 0,307            | -                                                                 |
| 1985-1986 | 9e O             | 14               | 34               | 0,292            | pas qualifié                                                      |
| 1986-1987 | 9e O             | 10               | 36               | 0,217            | pas qualifié                                                      |
| 1987-1988 | 8e O             | 10               | 38               | 0,208            | pas qualifié                                                      |
| 1988-1989 | 7e O             | 14               | 34               | 0,292            | pas qualifié                                                      |
| 1989-1990 | 8e O             | 14               | 34               | 0,292            | pas qualifié                                                      |
| 1990-1991 | 6e O             | 20               | 28               | 0,417            | pas qualifié                                                      |
| 1991-1992 | 7e O             | 16               | 32               | 0,333            | pas qualifié                                                      |
| 1992-1993 | 4e A             | 16               | 49               | 0,246            | pas qualifié                                                      |
| 1993-1994 | 3e A             | 35               | 30               | 0,538            | pas qualifié                                                      |
| 1994-1995 | 4e A             | 23               | 39               | 0,371            | pas qualifié                                                      |
| 1995-1996 | 4e A             | 29               | 35               | 0,453            | pas qualifié                                                      |
| 1996-1997 | 4e A             | 31               | 34               | 0,477            | pas qualifié                                                      |
| 1997-1998 | 3e A             | 46               | 44               | 0,511            | pas qualifié                                                      |
| 1998-1999 | 2e A             | 52               | 38               | 0,578            | 1/4 f. : V 3-1 Pinar del Río Vegueros 1/2 f. : D 4-3 Industriales |
| 1999-2000 | 3e A             | 42               | 48               | 0,467            | 1/4 f. : D 3-1 Pinar del Río Vegueros                             |
| 2000-2001 | 2e A             | 53               | 37               | 0,589            | 1/4 f. : D 3-1 La Habana Vaqueros                                 |
| 2001-2002 | 2e A             | 51               | 39               | 0,567            | 1/4 f. : D 3-2 Sancti Spíritus Gallos                             |
| 2002-2003 | 2e A             | 41               | 48               | 0,461            | pas qualifié                                                      |
| 2003-2004 | 2e A             | 46               | 43               | 0,517            | 1/4 f. : D 3-0 Pinar del Río Vegueros                             |
| 2004-2005 | 2e A             | 42               | 48               | 0,467            | pas qualifié                                                      |
| 2005-2006 | 1er A            | 54               | 35               | 0,607            | 1/4 f. : D 3-2 Industriales                                       |
| 2006-2007 | 2e A             | 43               | 47               | 0,478            | pas qualifié                                                      |
| 2007-2008 | 2e A             | 40               | 50               | 0,444            | pas qualifié                                                      |
| 2008-2009 | 2e A             | 43               | 47               | 0,478            | 1/4 f. : D 4-1 La Habana Vaqueros                                 |
| 2009-2010 | 7e O             | 26               | 64               | 0,289            | pas qualifié                                                      |
| 2010-2011 | 6e O             | 38               | 52               | 0,422            | pas qualifié                                                      |

## Trophées et honneurs individuels
MVP de la saison
- 1999. Michel Enríquez